# Agente de contraste
Agentes de contraste ou meios de contraste são fármacos utilizadas em exames de imagens médicas a fim de melhorar o contraste entre os tecidos no interior do corpo, garantindo maior possibilidade no diagnóstico de doenças e melhor visualização das estruturas internas. Tais fármacos evidenciam o comportamento dos prótons nos tecidos biológicos, esses agentes alteram o tempo de relaxação (RMN) (T1 e T2) dos átomos presentes nos nossos tecidos e podem ser administrados via intravenosa ou oral, dependendo do interesse. Quando é administrado via oral, geralmente é com o objetivo de fazer imagens do sistema gastrointestinal (GI) e quando por via intravenosa, é mais útil para visualização de outras partes do corpo.

## Tipos
Os agentes de contraste mais comuns em imagem por ressonância magnética são baseados em gadolínio (Gd), manganês (Mn) e óxidos de ferro (III). Esses tipos de agentes podem possuir uma das seguintes características magnéticas: Paramagnetismo ou Superparamagnetismo.
Partículas paramagnéticas apresentam susceptibilidade magnética maior que zero, portanto, possuem tendência de os dipolos magnéticos atômicos se alinharem paralelamente a um campo magnético externo. Partículas superparamagnéticas são atraídas por campo magnético. Após ser retirada da influência do campo, a partícula não apresenta magnetismo residual, pois tem susceptibilidade magnética igual a zero.
São agentes magnéticos o gadolínio, o manganês, o açaí, etc. Como exemplos de agentes superparamagnéticos, há o óxido de ferro III.

## Gadolínio (Gd)
O Gadolínio(Gd) ou Gadolinium (III)(Gd(III)) é um agente de contraste com propriedade paramagnética, tal agente é hoje o mais usado em exames de imagem por ressonância magnética. Os usos mais comuns desse agente de contraste é a visualização de veias e a formação de tumores cerebrais associados a degradação da barreira hematoencefálica. Quelatos que contêm o Gd(III) são hidrofílicos, sendo assim eles não passam pela barreira hematoencefálica, portanto, quando há algum problema e o Gd(III) consegue passar, é indicado visualmente durante o exame. Por fim, o Gadolínio permanece na corrente sanguínea e é eliminado através da urina ou vai para o espaço intersticial.

### Tipos de agente de contraste a base de gadolínio
Os agentes de contraste a base de gadolínio podem ser categorizados da seguinte forma:

#### Agentes extracelulares
1. Iônico (Magnevist e Dotarem)
2. Neutro (Omniscan, Prohance, Gadavist e OptiMARK)

#### Agentes intravasculares
1. Complexos de gadolínio de ligação à albumina (Ablavar e Ácido Gladocolético)
2. Complexos de gadolínio poliméricos (Gadomelitol e Gadomer 17)

#### Agentes orgão-específicos
Primovist™ e Multihance, são agentes hepatobiliares.

### Considerações no uso de gadolínio
Alguns fatores são importantes na avaliação de segurança no uso dos agentes de contraste. Eis alguns deles: Toxicidade do composto, estabilidade na circulação e seu grau de depuração no corpo humano. O Gadolínio é bastante tóxico quando isolado na corrente sanguínea, por ter um tempo de meia vida longo (dura semanas), porém é um composto quelado que é usado nos exames de RM, que tem um tempo de aproximadamente 1,5h. Portanto, quando quelado, o gadolínio tem sua farmacocinética alterada, tornando viável o uso em seres humanos, pois acelera sua depuração e reduz a toxicidade relativa para níveis mais seguros.

## Açaí
Ainda em pesquisa sobre sua comercialização como agente de contraste definitivo, o açaí pode vir a ser uma excelente alternativa por possuir um bom custo-benefício. Assim como o manganês, o açaí é administrado via oral para visualização do GI. Possui boa eficiência por ser um produto natural, não apresenta reações adversas, é um alimento muito difundido no Brasil e não é tóxico.

## Óxido de ferro
As superparamagnéticas nanopartículas de óxido de ferro (SPIONs em inglês), tem tido grande espaço nas pesquisas atuais como agentes de contraste devido as suas ótimas condições de uso. Dentre suas características, as principais são: Redução do tempo de relaxação em T2, excelentes propriedades magnéticas, biocompatibilidade e biodegradabilidade.

## Nanopartículas
O uso de nanopartículas como agentes de contraste tem evoluído nas pesquisas devido a sua fundamental característica, que é o tamanho compreendido entre 1nm e 100nm, tamanho este importante para garantir uma boa interação a nível celular. Uma vez aliado a um bom comportamento magnético, esses elementos estão sendo pesquisados em grande escala, para garantir melhor diagnóstico de várias doenças, como: câncer, doenças neurológicas e cardiovasculares.